# Butezi (Ruyigi)
Butezi ist eine Kommune in der Provinz Ruyigi im Osten Burundis. Ihre Hauptstadt heißt ebenfalls Butezi.